# 競争市場
競争市場（きょうそうしじょう）とは経済学用語の一つ。これは存在している市場の形態であり、そこでは自分にとって都合のよい価格以上で売ろうとしている売り手と、自分にとって都合のよい価格以下で買おうとしている買い手が集まり、競い合いながら売買を行っているということである。日本での商品取引所や証券取引所は競争市場に当てはまる。競争市場では売り手と買い手の間のみでなく、売り手同士や買い手同士での競争を行った売買も行われている。